# Beenfeldt
Beenfeldt var en dansk militær- og godsejerslægt, som i Danmark blev adlet to gange.

## Våben
Et oprejst guldfæstet sværd, omslynget af en kronet, blå slange i rødt, på hjelmkronen en svævende, som et ottetal slynget, liggende, kronet blå slange. 

## Historie
Slægten optræder første gang i Danmark med kommandant og oberst Poul Beenfeldt (1610-1676) og oberst Joachim Beenfeldt (født ca. 1612), som måske er brødre og efter en usikker tradition sønner af en vis Sigismund Beenfeldt, der skal have været general i Østrig, men som var elsasser og stammede fra den lille fæstning Bentfeld, efter hvilken han tog familienavn; moderen var fra Hannover og hed Ulrikka von Wangenheim. 
Poul Beenfeldts søn Claus Beenfeldt (ca. 1643-1676), blev 1674 adlet med navnet Løvencrone; han efterlod kun en datter. Oberst Joachim Beenfeldt havde flere børn, af hvilke den yngste, generalløjtnant Christopher Poul Beenfeldt (død 1750), var ugift, medens den ældste søn Claus Beenfeldt (1648-1728) havde fem børn. Hans yngste søn var generalløjtnant Herman Frederik Beenfeldt (1687-1761) til Lammehave, der 1759 blev adlet. Hans efterslægt uddøde på mandssiden allerede 1801 med hans søn, godsejer Frederik Ludvig Christian Beenfeldt (1741-1801) til Serridslevgård.
Den danske portrætmaler Ulrich Ferdinandt Beenfeldts (1714-1782) baggrund kendes ikke, men han tilhører næppe samme slægt.